# Matteo Liviero
Matteo Liviero (* 13. April 1993 in Castelfranco Veneto) ist ein italienischer Fußballspieler auf der Position eines Abwehrspielers, der allerdings auch als Mittelfeldspieler eingesetzt werden kann. Zurzeit spielt er bei SEF Torres 1903.

## Karriere
Nachdem er bereits die verschiedenen Jugendspielklassen der Oberitaliener durchlaufen hatte, kam Liviero im Jugendalter ins Primavera-Team des Vereins mit Spielbetrieb in der Campionato Nazionale Primavera, der höchsten italienischen Jugendliga, in der Serie-A- und Serie-B-Klubs Jugendspieler im Alter von 15 bis 20 Jahren einsetzen dürfen. Nachdem er dort bereits laufend zu seinen Einsätzen gekommen war, wurde Matteo Liviero aufgrund der hohen Verletzungsquote im Profikader von Juventus Turin von Trainer Luigi Delneri in ebendiesen für das Europa-League-Gruppenspiel gegen den FC Red Bull Salzburg am 4. November 2010 berufen. Im Spiel wurde er schließlich in der 51. Spielminute für Manuel Giandonato, einen weiteren Jungspieler, der allerdings bereits im Februar 2010 sein Profidebüt gab, eingewechselt. Aufgrund der dort erbrachten Leistungen wurde er nur drei Tage später im Ligaspiel gegen den AC Cesena ein weiteres Mal ins Profiteam berufen, schaffte es aber nicht über die Ersatzbank hinaus. Im Februar 2012 gewann Liviero mit der Primavera der Juve das prestigereiche Torneo di Viareggio.
In den nächsten Jahren folgten Leihen zu Perugia Calcio, FC Carpi, Juve Stabia, Pro Vercelli und US Lecce, bis Liviero im Sommer 2016 fest von Juve Stabia verpflichtet wurde.
Im Januar 2018 unterschrieb er einen Vertrag bei AS Cittadella. In seinem ersten Spiel erlitt er einen Wadenbeinbruch, verpasste einen Großteil der restlichen Saison und verließ den Verein schließlich wieder im Sommer.
Nach weiteren Spielzeiten bei Alma Juventus Fano, Vicenza und Monopoli, wechselte er im Sommer 2021 zum Drittligisten Imolese Calcio, welche er nach nur einer Saison in Richtung SEF Torres 1903 verließ.

## Nationalmannschaft
Erste internationale Erfahrung sammelte Liviero im Jahre 2009, als er erstmals ins italienische U-16-Nationalteam einberufen wurde. So stand er untere anderem auch Anfang März 2009 im dortigen Mannschaftskader. Danach kam der Nachwuchsspieler von Juventus Turin noch im selben Jahr für die U-17-Auswahl seines Heimatlandes zum Einsatz und spielte mit dem Team um die Qualifikation an der U-17-Fußball-Europameisterschaft 2010. Dabei kam er unter anderem in den Spielen gegen die Alterskollegen aus Griechenland und Norwegen zum Einsatz, spielte aber in keinem der beiden Partien über die volle Matchdauer durch. Am Ende der Qualifikation reichte es für das Team knapp nicht für den Einzug in die EM-Endrunde im Fürstentum Liechtenstein. Ende des Jahres 2010 schaffte er es wieder in eine der Nachwuchsnationalmannschaften und wurde dabei vom ehemaligen Profispieler und aktuellen U-18-Teamchef Alberigo Evani in den Kader der U-18-Auswahl Italiens einberufen.

## Erfolge
- Torneo di Viareggio: 2012